# Querciphoma
Querciphoma is een geslacht van schimmels uit de familie Leptosphaeriaceae. De typesoort is Querciphoma minuta.

## Soorten
Volgens Index Fungorum telt het geslacht twee soorten (peildatum april 2024):
| Soortnaam                | Auteur(s)                       | Publicatiejaar |
| ------------------------ | ------------------------------- | -------------- |
| Querciphoma minuta       | (J.C. Carter) Crous & P.M. Kirk | 2017           |
| Querciphoma styphnolobii | H.X. Gao & Z.X. Zhu             | 2022           |